# ジョゴルク・ケネシ
ジョゴルク・ケネシ（キルギス語: Жогорку Кеңеш、ラテン文字転記：Žogorku Keňesh または Jogorku Kengesh） はキルギス共和国の立法府である。

## 概要
定数90の一院制である。議員は5年ごとに小選挙区比例代表並立制によって改選される。

## 歴史
1991年のソヴィエト連邦からの独立から、2007年の国民投票による憲法改正まで、キルギスの議会（国会）は議席数60の立法府 （Myizam Chygaruu Jyiyny、上院）と同45の人民代表議会（El Okuldor Jyiyny、下院）の二院制であった。どちらも改選は5年ごとであり、下院では45名全員が一人ずつ各選挙区から選出され、上院では45名が一人ずつ選挙区から、15名が政党名簿から選出された。
2007年からは両院は一つに統合されている。当初は議席数は90であったが、2010年に大規模な騒乱でクルマンベク・バキエフ大統領（当時）が追放された後に憲法が改正され、120に増やされた。同時に一つの政党の議席数が最大で65までとする制約も設けられた。しかし、2021年5月に発効した改正憲法により、再度定数が90となった。

## 選挙

### 2015年
前回と同様に、120議席全てが比例代表制で選ばれた。アルマズベク・アタンバエフ大統領の与党であるキルギス社会民主党が第一党になった。一方でアタンバエフ政権下で野党であった共和党とアタ・ジュルト党は選挙に先立ち連合を組んだが、議席を大幅に減らす結果となった。その他の政党では国会参加政党が大幅に入れ替わり、アル・ナミスは議席を得ることが出来なかった。

### 2010年
オトゥンバエワ暫定政権の元で実施された。120議席全てが比例代表制で選ばれた。この選挙でも5％条項、0.5％条項が適用された結果、暫定政権の有力与党と見られていたアクシュムカルは5％条項にひっかかり議席を得られなかった。これ以外でも当初有力とみられていた政権与党は得票に伸び悩んだ。（en:Kyrgyzstani parliamentary election, 2010も参照）

### 2007年
バキエフ政権の元で実施された。憲法および選挙区の改正が争点となった。選挙に先立ち小選挙区制から比例代表制に制度が変わり、また「有権者数の5％以上の得票を得られなかった政党」「全国9つの選挙区で、1つでも有権者の0.5％を下回る得票となった政党」には議席を与えないという条項が盛り込まれた。これはロシアのプーチン大統領が野党を国会から排除するために用いた手法をバキエフ大統領が真似たと言われる。この結果、当初有力野党とみなされていたアタ・メケン社会党は0.5％条項のため議席を得る事ができなかった。 (en:Kyrgyzstani parliamentary election, 2007も参照)

### 2005年
2005年の2月から3月にかけて行われた国政選挙では、議席数75の立法府に400名以上が立候補した。投票は二段階に分けて2月27日と3月13日に行われ、野党が6議席を得たが、選挙管理委員会の公式発表では75議席全てが無所属とされた。国際監視団は、複数の地域で民主的な選挙の要件が満たされていなかったと報告し、全国的に抗議行動が広がった結果3月24日にはアカエフ大統領の国外逃避により政権が崩壊した。